# 纪姓
纪姓为中文姓氏之一，在《百家姓》中排名第122位。作为姓氏的“纪”读音应为“几（Jǐ）”，但现在一般都读作“季（Jì）”。

## 起源
以国为姓，出自姜姓。据《元和姓纂》、《通志·氏族略：以国为氏》载，西周初年，为追念先圣先王的功德，封炎帝的一个后代于纪（在今山东寿光市东南），建立了纪国。春秋时，纪国被齐国所灭，纪国王族子孙就以国名为姓，世代相传姓纪。
纪姓另有一支由舒姓改成。

## 郡望堂号
望出天水（今属甘肃）、高阳（今河北保定一带）、平阳（今山西省临汾市）、襄平（今辽宁辽阳北——满族）。
　

## 分布
纪姓现遍居全国各地，海外也有分布。据2006年数据，大陆纪姓按人口数排名157。一支于明末清初迁居台湾，据1978年统计，“纪”为台湾第71大姓。